# 凌君武
凌君武（1962年—2014年1月10日），字寅是，祖籍绍兴。生于江苏苏州市，中华人民共和国画家。

## 生平
毕业于南京师范大学美术系。1998年于中央美术学院版画系攻读硕士，并留校任教。后任苏州美术馆副馆长兼苏州版画院院长，中国美术家协会会员。编著《水印版画技法》、《归去来兮——凌君武水印版画艺术》、《水·印·象——第十一届姑苏之秋当代水印版画作品集》。2014年1月10日，因忧郁症跳楼自尽。